# Stana Kopitar
Stana Kopitar, slovenska igralka in režiserka v Trstu, * 11. april 1907, Trst, Avstro-Ogrska, † 19. februar 1986, Trst, Italija.
Rodila se je v družini očeta Janeza Kopitarja iz Mengša, tramvajskega uslužbenca v Trstu in matere Amalije Majcen gospodinje iz Štorij. Po končani ljudski šoli pri Sv. Jakobu v Trstu je bila nato kot šivilja 10 let zaposlena pri tržaški družbi Beltrame. Že pred poroko leta 1936 s trgovcem Jakobom Offizia se je pridružila Marijinem domu v Trstu in na njegovem odru od 1922 dalje nastopala v igrah, ki so bile namenjene slovenskim gledalcem in so bile v času fašizma edine dovoljene slovenske predstave v Italiji. Od leta 1940 dalje je delovala tudi kot režiserka, režirala je po štiri gledališke igre na leto. Leta 1946 je postala članica Radijskega odra  Radia Trst A, od 1962-1982 pa je bila predsednica radijske igralske skupine. Od leta 1950 je režirala tudi radijska igre, sprva le otroške, kasneje tudi druge.